# Quick time event

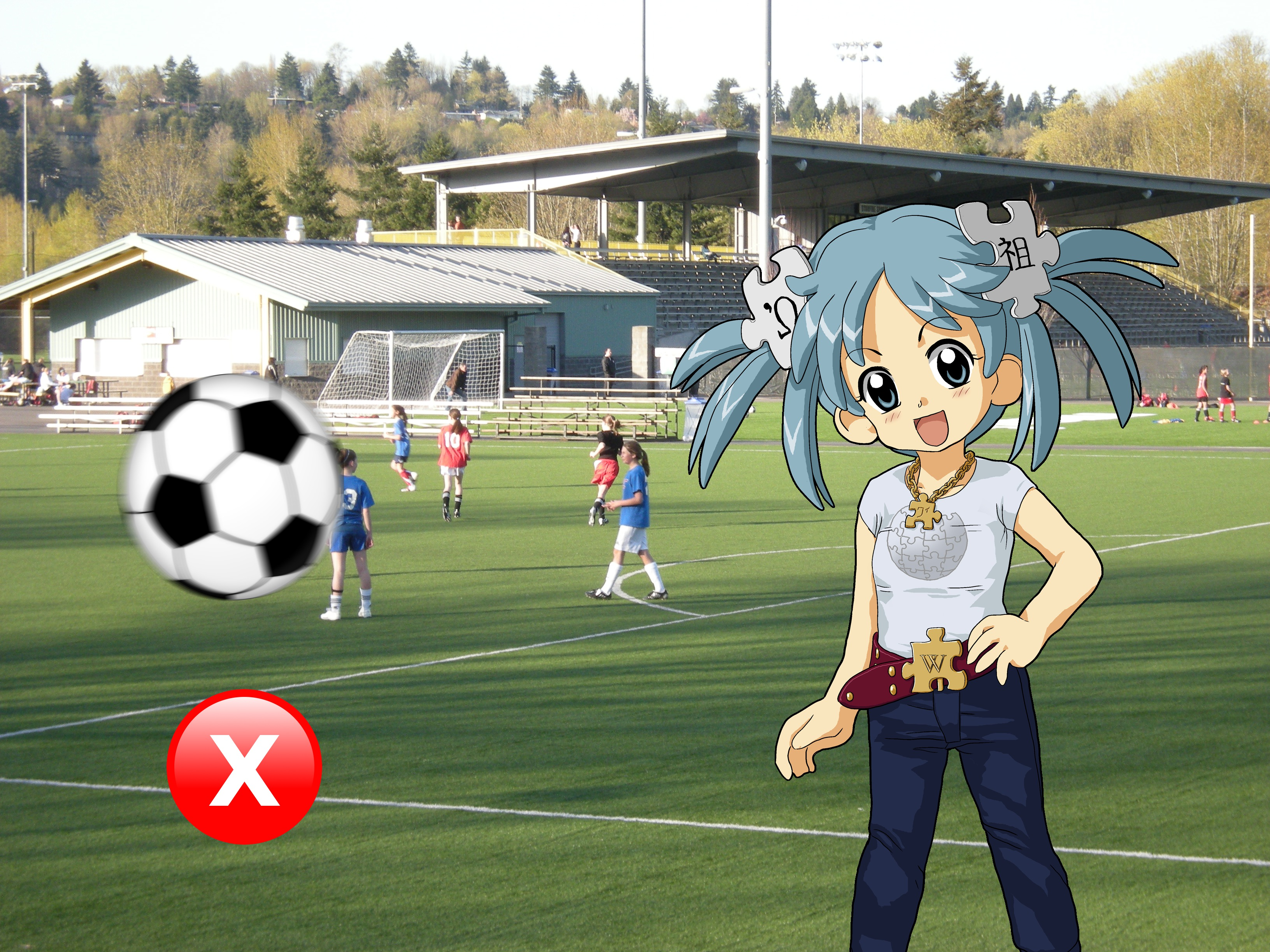
Replika quick time eventów w grach wideo.

Quick time event (QTE) – element niektórych gier komputerowych, będący formą interaktywnego przerywnika filmowego, podczas którego gracz ma za zadanie nacisnąć klawisz odpowiadający pojawiającej się na ekranie ikonie. Niepowodzenie skutkuje przegraną gry lub koniecznością powtórzenia sekwencji od początku. Zabieg ten ma na celu dać graczowi poczucie kontroli nad przebiegiem przerywnika. 
Za twórcę pojęcia quick time event uchodzi Yū Suzuki, autor gry Shenmue z 1999 roku, w której to po raz pierwszy pojawiły się rzeczone sekwencje. W Shenmue niezaliczenie sekwencji QTE powoduje całkowitą przegraną. Inne gry, na przykład Ninja Blade, zmuszają gracza do powtórzenia źle wykonanego ciągu QTE w celu dokonania postępu w rozgrywce.